# Sander vitreus
Sander vitreus è una specie di pesci ossei d'acqua dolce della famiglia delle Percidae, genere dei sander. Pesce delle acque del Nordamerica (Stati Uniti d'America e Canada) è stretto parente dell'europeo lucioperca. Il suo nome volgare in lingua inglese è walleye.

## Descrizione
Il nome deriva dalla patina dei loro occhi, che pare un muro (wall).
Il colore è olivastro dorato: la parte dorsale è olivastra tingendosi di color oro sui fianchi e tendendo al bianco verso il ventre. La colorazione è rotta da cinque strisce quasi verticali più scure. 
La bocca è ampia ed è armata di denti affilati. La prima pinna dorsale e quella anale sono spinose, come gli opercoli. Essi si distinguono dai cugini sauger per la colorazione bianca del lobo inferiore della pinna caudale, che nei suger manca. Inoltre le due pinne dorsali e la caudale del sauger sono marcate con strisce di macchie nere che mancano nelle corrispondenti parti dei walleyes.
I walleyes crescono normalmente in lunghezza fino a 80 cm e in peso fino a 9 kg, ma si sono avuti casi di pesci lunghi oltre 1 metro e pesanti fino a 11,3 kg Le femmine sono generalmente più grosse dei maschi e le loro dimensioni dipendono anche dall'habitat in cui crescono. Essi possono vivere più di una decade e l'età maggiore raggiunta di cui si abbia notizia è stata di 29 anni. Nelle popolazioni soggette a frequente pesca, la lunghezza normale degli esemplari pescati è sui 50 cm, così come, essendo molto apprezzati dai pescatori, difficilmente se ne trovano esemplari di età superiore ai 5/6 anni.

## Riproduzione
Essi raggiungono generalmente la maturità sessuale fra il terzo ed il quarto anno di età, ma le femmine impiegano circa un anno in più. Gli esemplari adulti migrano nelle correnti degli affluenti nel tardo inverno o all'inizio della primavera per lasciare le loro uova sulla ghiaia o sulle rocce. Si sa di alcune popolazioni che lasciano invece le uova sulla sabbia o nella vegetazione. Una femmina può posare fino a 500.000 uova, delle quali dopo non si cura più né lo fa il maschio fecondatore. Il periodo di incubazione dipende dalla temperatura delle acque, e può andare dai dieci ai trenta giorni.

## Valore alimentare
Il walleye è considerato un buon pesce di acqua dolce e viene quindi pescato sia nella pesca sportiva che a scopi commerciali.  A causa del fatto che esso caccia prevalentemente la notte, la caccia è più proficua in tali ore, usando come esca piccoli pesci o altre esche che li imitano. Nel Minnesota il  walleye viene spesso pescato nel tardo pomeriggio delle giornate ventose o nella notte.
Molte imprese di pesca del walleye si trovano in Canada, nella zona dei Grandi Laghi.